# لفافة ترقوية صدرية
اللفافة الترقوية الصدرية (بالإنجليزية: Clavipectoral fascia)‏ أو الغشاء الضلعي الغرابي (بالإنجليزية: costocoracoid membrane)‏ أو اللفافة الغرابية الترقوية (بالإنجليزية: coracoclavicular fascia)‏ هي لفافة قوية تقع تحت الجزء العلوي الترقوي للعضلة الصدرية الكبرى.

## البنيان
تقع اللفافة الترقوية الصدرية في المسافة بين العضلة الصدرية الصغيرة و العضلة تحت الترقوية، وتحمي الوريد الإبطي والشريان الإبطي والأعصاب الإبطية.

### الجزء العلوي من اللفافة
- تنقسم اللفافة إلى طبقتين يُغلفا العضلة تحت الترقوية (بالإنجليزية:  subclavius muscle)‏ من الأمام ومن الخلف، وتتعلق الطبقتان بالترقوة، واحدة من الأمام والأخرى من خلف العضلة.
- تلتحم الطبقة الخلفية باللفافة العنقية العميقة (بالإنجليزية:  deep cervical fascia)‏ ومع غمد الأوعية الإبطية.

### الجزءالإنسيمن اللفافة
- يندمج الجزء الإنسي (الداخلي) من اللفافة مع اللفافة التي تغطي أول حيزين وربيين (الحيز بين الأضلاع) (intercostal spaces)، وترتبط أيضاً بالضلع الأول من الجهة الإنسية (الداخلية) لمنشأ العضلة تحت الترقوية.

### الجزءالوحشيمن اللفافة
- الجزء الوحشي (الخارجي) من اللفافة يكون سميكاً جدًا وكثيف، ويرتبط بالناتئ الغرابي (coracoid process).

## الهيئة
غالبًا ما يكون الجزء الممتد من الضلع الأول إلى الناتئ الغرابي أكثر بياضًا وأكثر كثافةً من البقية، ويطلق عليه أحيانًا الغشاء الضلعي الغرابي (بالإنجليزية: costocoracoid membrane)‏.
أما الجزء الأسفل من اللفافة فهو رقيق، وينفصل إلى طبقتين عند الحد الأعلى من العضلة الصدرية الصغيرة ليُغلِّف العضلة. من الحافة السفلية للعضلة الصدرية الصغيرة (بالإنجليزية: pectoralis minor)‏ تستمر إلى الأسفل لتلتحم باللفافة الإبطية (بالإنجليزية: axillary fascia)‏، ووتستمر إلى الجهة الوحشية (جهة الخارج) لتلتحم باللفافة الموجودة فوق الرأس القصيرة للـعضلة ذات الرأسين العضدية.
يخترق اللفافة الغرابية الترقوية (بالإنجليزية: coracoclavicular fascia)‏ ما يلي:
- الوريد الرأسي (بالإنجليزية: Cephalic vein)‏.
- الشريان والوريد الصدري الأخرمي (بالإنجليزية: Thoracoacromial artery)‏
- الأوعية الليمفاوية.
- العصب الصدري الوحشي (بالإنجليزية: Lateral pectoral nerve)‏.

## وصلات خارجية
- صور تشريحية:04:05-0100 في مركز داونستيت الطبي التابع لجامعة نيويورك - انظر: "Pectoral Region: Reflect Pectoralis Major Muscle"
- صور تشريحية:05:ov-0200 في مركز داونستيت الطبي التابع لجامعة نيويورك - انظر: "Axillary Region"